# Lucía Etcheverry
Lucía Etcheverry, née à Salto le 2 juillet 1968, est une assistante sociale et femme politique uruguayenne, elle est  ministre des Transports et des Travaux publics depuis le 1er mars 2025.
Membre du Front large et du Mouvement de participation populaire. Elle est proche de Yamandú Orsi et élue représentante en 2019. En 2024, elle est élue sénatrice.

## Biographie
Née à Salto le 2 juillet 1968, Lucía Etcheverry est diplômée en assistance sociale de l'Université de la République en 1993.
Entre 2010 et 2016, elle est directrice nationale du Logement auprès du ministère du Logement et de l'aménagement du Territoire, pendant les mandats de José Mujica et Tabaré Vasquez.
Proche de Yamandú Orsi,, elle est directrice des Travaux de la commune de Canelones pendant son premier mandat. Lors des élections d'octobre 2019, elle est élue représentante de Canelones.
Pendant la campagne du socialiste Daniel Martínez en 2019, elle est la conseillère du candidat à la présidence sur le logement.
Lors des élections sénatoriales d'octobre 2024, elle est élue sénatrice avec le Mouvement de participation populaire.
En décembre 2024, elle est nommée ministre des Transports et des Travaux publics par le président élu Yamandú Orsi.